# Чемпіонат світу з трекових велоперегонів 1954
Чемпіонат світу з трекових велоперегонів 1954 проходив з 27 по 29 серпня 1954 року в Кельні, Федеративна Республіка Німеччина. Усього на чемпіонаті розіграли 5 комплектів нагород — 3 серед професіоналів та 2 серед аматорів. 

## Медалісти

### Чоловіки
Професіонали
| Дисципліна                         | Золото           | Срібло       | Бронза        |
| Спринт                             | Реґ Гарріс       | Арі ван Вліт | Енцо Саккі    |
| Індивідуальна гонка переслідування | Ґвідо Мессіна    | Хуґо Коблет  | Люсьєн Жіллен |
| Гонка за лідером                   | Адольф Вершойрен | Ян Пронк     | Джо Банкер    |

Аматори
| Дисципліна                         | Золото         | Срібло          | Бронза      |
| Спринт                             | Сіріл Пікок    | Джон Тресіддер  | Роже Ґеньяр |
| Індивідуальна гонка переслідування | Леандро Фаджін | Пітер Бразертон | Норман Шайл |

## Загальний медальний залік
| Місце  | Країна          | Золото | Срібло | Бронза | Загалом |
| ------ | --------------- | ------ | ------ | ------ | ------- |
| 1      | Велика Британія | 2      | 1      | 2      | 5       |
| 2      | Італія          | 2      |        | 1      | 3       |
| 3      | Бельгія         | 1      |        |        | 1       |
| 4      | Нідерланди      |        | 2      |        | 2       |
| 5      | Австралія       |        | 1      |        | 1       |
| 5      | Швейцарія       |        | 1      |        | 1       |
| 7      | Люксембург      |        |        | 1      | 1       |
| 7      | Франція         |        |        | 1      | 1       |
| Всього | Всього          | 5      | 5      | 5      | 15      |